# Филип Ванденберг
Филип Ванденберг (на английски: Philipp Vandenberg) е германски изкуствовед, изследовател, журналист и писател на произведения в жанра исторически роман, исторически криминален трилър и документалистика на археологически теми.

## Биография и творчество
Филип Ванденберг, с рожд. име Клаус-Дитер Валтер, е роден на 20 септември 1941 г. в Бреслау, Германия (сега Вроцлав, Полша), като извънбрачно дете на рецепционистка. До 10-годишна възраст отраства в приемно семейство. Тогава е върнат при родната си майка, която се омъжва за лекар с фамилия Хартел. Не е бил осиновен от втория си баща, не приема неговата фамилия, и е изпратен за 2 години в сиропиталището в Алтьотинг. Завършва през 1963 г. с отличен успех средно образование в монашеско училище в Бургхаузен, където се запалва по историята. Учи история на изкуството и немска филология в Мюнхенския университет. През 1965 г. прави стаж в „Passauer Neue Presse“, който през 1967 г. го назначава за редакционен директор на „Burghauser Anzeigers“. През 1968 г. работи няколко месеца като редактор на новини в мюнхенския ежедневник „Abendzeitung“. В периода 1968 – 1974 г. работи за седмичното списание „Quick“, а в периода 1974 – 1976 г. е литературен редактор на списание „Playboy“.
Интересът му към писателската кариера започва с разследването на загадъчната смърт на 30 археолози в Египет, която той проучва вземайки една година отпуск. Базирана на този случай е първата му книга „Проклятието на фараоните“, която бързо става световен бестселър. За книги си избира псевдонима Филип Ванденберг, който по-късно през 1986 г. приема официално за свое име.
Следват още успешни книги посветени на Нефертити, Ехнатон, Рамзес и Хатшепсут.
В началото на 80-те години започва да пише художествени исторически и криминални романи с културноисторическата тематика.. Особено популярни стават криминалните му трилъри свързани с Ватикана.
Всички книги на писателя са предшествани от негови сложни проучвания на място. По този начин, произведенията му се характеризират с точните им исторически и географски подробности. Те са преведени на над 30 езика по света и са идадени в над 25 милиона копия.
През 2010 г. романът му „Досието "Голгота” е екранизиран в едноименния телевизионен филм с участието на Марко Гиртън и Катарина Шютлер.
Филип Ванденберг живее със семейството си в село Байеррейн и Бургхаузен. Той притежава богата колекция от стари книги, антикварна колекция, музей на стари Ролс-Ройси и средновековен замък.

## Произведения

### Исторически романи
- Der Gladiator (1982)
- Die Hetäre (1984)
- Die Pharaonin (1984)
- Der Pompejaner (1986)
- Klatscht Beifall, wenn das Stück gut war (1988)
- Der König von Luxor (2001)
- Das vergessene Pergament (2006)
- Die Frau des Seiltänzers (2011)

### Криминални романи
- Der Pompejaner (1986)
- Sixtinische Verschwörung (1988)
Сикстинският заговор, изд. „Литера Прима“ (1995), прев. Михаил Гюлмезов
Сикстинското съзаклятие, изд. „Емас“ (2012), прев. Ваня Пенева
- Das Pharao-Komplott (1990)
Заговорът на фараоните, изд. „Литера Прима“ (2000), прев. Боряна Каменова
- Das fünfte Evangelium (1993)
Петото евангелие, изд. „Литера Прима“ (1995), прев. Боряна Каменова
- Der grüne Skarabäus (1994)
Зеленият скарабей, изд. „Литера Прима“ (1999), прев. Боряна Каменова
- Der Fluch des Kopernikus (1996)
- Der Spiegelmacher (1998)
- Purpurschatten (1999)
Пурпурната мафия, изд. „Литера Прима“ (2002), прев. Боряна Каменова
- Die Akte Golgatha (2003)
Досието „Голгота“, изд. „Емас“ (2015), прев. Ваня Пенева
- Das vergessene Pergament (2006)
Забравеният пергамент, изд. „Емас“ (2009), прев. Ваня Пенева
- Die achte Sünge (2008)
Осмият грях, изд. „Емас“ (2010), прев. Ваня Пенева

### Документалистика
- Der Fluch der Pharaonen (1973)
Проклятието на фараоните: съвременната наука разгадава един вековен мит, изд. „Литера Прима“ (2004), прев. Тончо Стаменов
- Nofretete, Echnaton und ihre Zeit (1976)
- Ramses der Große (1977)
- Auf den Spuren unserer Vergangenheit (1977)
- Der vergessene Pharao (1978)
- Das Geheimnis der Orakel (1979)
- Nero. Kaiser und Gott, Künstler und Narr (1981)
- Das versunkene Hellas (1984)
- Cäsar und Kleopatra (1986)
- Die heimlichen Herrscher (1991)
- Das Tal. Auf den Spuren der Pharaonen (1992)
- Der Schatz des Priamos. Wie Heinrich Schliemann sein Troja erfand (1995)
Съкровището на Приам, изд. „Литера Прима“ (1998), прев. Боряна Каменова

### Екранизации
- 2010 Die Akte Golgatha